# إم. تي. كيلي
إم. تي. كيلي (بالإنجليزية: M. T. Kelly)‏ (30 نوفمبر 1946، تورونتو في كندا)؛ شاعر وروائي كندي.